# Ostel
Ostel är en kommun i departementet Aisne i regionen Hauts-de-France i norra Frankrike. Kommunen ligger  i kantonen Vailly-sur-Aisne som ligger i arrondissementet Soissons. År 2022 hade Ostel 91 invånare.

## Befolkningsutveckling
Antalet invånare i kommunen Ostel
Referens: INSEE